# Turvolândia
Turvolândia é um município brasileiro do estado de Minas Gerais. Sua população recenseada em 2022 era de 4 935 habitantes conforme dados do IBGE.

## História
Por volta do ano de 1850, Manuel Venceslau Pimentel e Possidônio Gonçalves se assentaram na região junto de suas famílias e escravos. Por iniciativa destes se deu a construção da capela em evocação a Nossa Senhora da Piedade no ano de 1860. Ao redor da igreja foi se formando o povoado do Retiro do Sapucaí, primeiramente subordinado a Pouso Alegre quando da elevação a distrito de paz em 1870. Pela lei provincial 2402 de 5 de novembro de 1877 o distrito foi elevado à categoria de freguesia pertencendo a São Gonçalo do Sapucaí, elevação reforçada pela lei estadual nº 2 de 14 de setembro de 1891, que cria o distrito que passa a pertencer a Pouso Alegre. Em divisão territorial no ano de 1950 Retiro do Sapucaí figura como distrito de São Gonçalo do Sapucaí até sua emancipação política em 30 de dezembro de 1962.

## Economia
A economia local é baseada principalmente na agricultura. A cidade abriga a Cooperativa Agrícola Sul de Minas (CASM), também chamada Cotia, que tem sido a principal geradora de empregos. Fundada por imigrantes japoneses a CASM produz frutos como caqui, decopom, atemóia e ameixa. A economia também é movimentada pela presença de micro indústrias do segmento têxtil.

### Turismo
O município apresenta diversos pontos turísticos como cachoeiras, o Rio Sapucaí onde se pratica pescaria. A praça central da cidade é um ponto movimentado com a presença e ao seu redor se distribuem vários bares. Comumente moradores e visitantes se reúnem no local como descontração.
Importante é também a comemoração do aniversário do município quando são apresentados shows em praça pública. Existe também a ponte pênsil Afonso Pena na divisa com o município de São Gonçalo do Sapucaí e a Festa do Rosário, um dos principais eventos da cidade. O evento tem seu início com o levantamento do mastro na primeira semana de agosto. Na ocasião são também apresentados shows na praça além da presença de ternos de congadas e barracas.